# نادي بازان سبين غر
نادي بازان سبين غر (بالفارسية: باشگاه فوتبال بازان سپین غر)، هي نادي رياضي لكرة القدم في العاصمة الأفغانية كابل، أسست في شهر أغسطس سنة 2012م، وتلعب في الدوري الأفغاني الممتاز.

## انجازاته
حقق نادي بازان سبين غر بطولة الدوري الممتاز سنة 2015م.

## مصدر
1. ↑  De Spinghar Bazan | APL نسخة محفوظة 12 يناير 2018 على موقع واي باك مشين.